# Соболевский, Антон Кузьмич
Анто́н Кузьми́ч Соболе́вский (1 января 1924, Слуцкий уезд — 24 января 2019, Волгодонск, Ростовская область) — советский комбайнёр, Герой Социалистического Труда (1952).

## Биография
Антон Кузьмич Соболевский родился 1 мая 1924 года в посёлке Притыки (ныне — пос. Весёлый в Копыльском районе Минской области) в белорусской семье.
В 1935 году семью выслали в Энбекши-Казахский район Алма-Атинской области, затем переселилась в Новотроицкий сельсовет Чуйского района Джамбулской области.
А. К. Соболевский окончил 7-летнюю школу, работал механизатором на тракторе и комбайне.
В 1942 году призван в Красную армию, воевал наводчиком расчёта миномётной батареи 29-го гвардейского кавалерийского полка (8-я гвардейская кавалерийская дивизия, Западный и 2-й Украинский фронты); удостоен боевых наград. В 1944 году принят в ВКП(б). Демобилизован в 1947 году в звании старшего сержанта.
С 1947 года работал помощником комбайнёра, комбайнёром Чуйской машинно-тракторной станции. Учился у передовиков, в том числе у Героя Социалистического Труда К. А. Борина. Применял ночную уборку урожая, заправку двигателя комбайна на ходу; внёс ряд рационализаторских предложений по организации работы и улучшению конструкции комбайна. Его ежедневная выработка на комбайне достигала 25 га зерновых в день. В 1951 году на комбайне «Сталинец-6» за 25 рабочих дней намолотил 9072 ц зерновых культур. В 1952 году удостоен звания Героя Социалистического Труда.
В течение нескольких лет был лучшим комбайнёром Чуйской машинно-тракторной станции. В последующем работал механиком, в 1960-е годы заведовал отделением Чуйского районного объединения «Казсельхозтехника» в посёлке Новый Путь. Выйдя на пенсию, продолжал работать до 2005 года.
С 2010 года жил в Волгодонске.
Умер 24 января 2019 года.

### Семья
Отец — Кузьма Андреевич Соболевский, садовод; репрессирован. Мать — домохозяйка.

## Награды
- два ордена Отечественной войны 2-й степени (10.3.1944, 11.3.1985)
- орден Красной Звезды (20.5.1945)
- Герой Социалистического Труда (медаль «Серп и Молот» и орден Ленина; 1.9.1952)
- орден Ленина (1953)
- медали, в том числе:
  - три — «За отвагу» (12.9.1943, 1.8.1944, 5.1.1945)
  - «За освобождение Праги»[1]
  - «За победу над Германией»[2]
  - «За трудовую доблесть» (15.6.1950)
  - две золотые и серебряная медаль ВДНХ СССР[1].